# Tetraloniella silacea
Tetraloniella silacea är en biart som beskrevs av Laberge 2001. Tetraloniella silacea ingår i släktet Tetraloniella och familjen långtungebin. Inga underarter finns listade i Catalogue of Life.